# Oktober 2017
Portal Geschichte | Portal Biografien | Aktuelle Ereignisse | Jahreskalender | Tagesartikel

◄ |
20. Jahrhundert |
21. Jahrhundert

◄ |
1980er |
1990er |
2000er |
2010er
| 2020er | 2030er | 2040er

◄ |
2013 |
2014 |
2015 |
2016 |
2017
| 2018 | 2019 | 2020 | 2021 | ►

◄ |
Juli 2017 |
August 2017 |
September 2017 |
Oktober 2017 |
November 2017 |
Dezember 2017 |
Januar 2018 |
►
Dieser Artikel behandelt tagesbezogene Nachrichten und Ereignisse im Oktober 2017.

## Tagesgeschehen

### Sonntag, 1. Oktober 2017
- Barcelona/Spanien:  Die Regierung Kataloniens führt ein Referendum über die Unabhängigkeit Kataloniens von Spanien durch. Es steht im Widerspruch zur Spanischen Verfassung, welche die Unteilbarkeit des Staates festlegt und für die die katalanische Bevölkerung am 6. Dezember 1978 per Volksabstimmung votierte. Damit die Teilnahmewilligen ihre Stimme nicht abgeben können, greift die Guardia Civil auch zu massiver Gewalt.[1][2]
- Berlin/Deutschland: Die gleichgeschlechtliche Ehe wird in Deutschland eingeführt. Der Bundestag beschloss sie im Juni mit deutlicher Mehrheit.[3]
- Paradise/Vereinigte Staaten: Bei einer Schießerei auf einem Musikfestival werden mindestens 59 Menschen getötet und weitere 500 verletzt. Der 64-jährige Schütze eröffnet das Feuer um 22.08 Uhr Ortszeit.[4]

### Montag, 2. Oktober 2017
- Luton/Großbritannien: Die britische Airline Monarch Airlines meldet Insolvenz an und stellt den Flugbetrieb komplett ein. Dadurch sitzen rund 110.000 britische Staatsangehörige im Ausland fest.[5]
- Stockholm/Schweden: Der diesjährige Nobelpreis für Physiologie oder Medizin geht an die US-Forscher Jeffrey C. Hall, Michael Rosbash und Michael W. Young.[6]

### Dienstag, 3. Oktober 2017
- Mainz/Deutschland: Die Feierlichkeiten zum Tag der Deutschen Einheit finden am 2. und 3. Oktober 2017 in Mainz (Rheinland-Pfalz) statt und über eine halbe Million Besucher kommen.[7]
- Stockholm/Schweden: Der diesjährige Nobelpreis für Physik geht an die beiden US-Amerikaner Barry Barish und Kip Thorne sowie den Deutsch-US-Amerikaner Rainer Weiss.

### Mittwoch, 4. Oktober 2017
- Stockholm/Schweden: Der diesjährige Nobelpreis für Chemie geht an den Schweizer Jacques Dubochet, den Deutsch-US-Amerikaner Joachim Frank sowie den Briten Richard Henderson.

### Donnerstag, 5. Oktober 2017
- Berlin/Deutschland: Sturmtief Xavier richtet besonders in Nord- und Teilen Ostdeutschlands Schäden an und fordert sieben Todesopfer, darunter die Journalistin Sylke Tempel. Der Zugverkehr wird vorübergehend eingestellt.[8]
- Stockholm/Schweden: Der diesjährige Literaturnobelpreis wird dem britischen Schriftsteller Kazuo Ishiguro zuerkannt.

### Freitag, 6. Oktober 2017
- Oslo/Norwegen: Der diesjährige Friedensnobelpreis geht an die Internationale Kampagne zur Abschaffung von Atomwaffen (ICAN).
- Straßburg/Frankreich: Der Präsident der Parlamentarischen Versammlung des Europarates, Pedro Agramunt Font de Mora, erklärt seinen Rücktritt.

### Samstag, 7. Oktober 2017

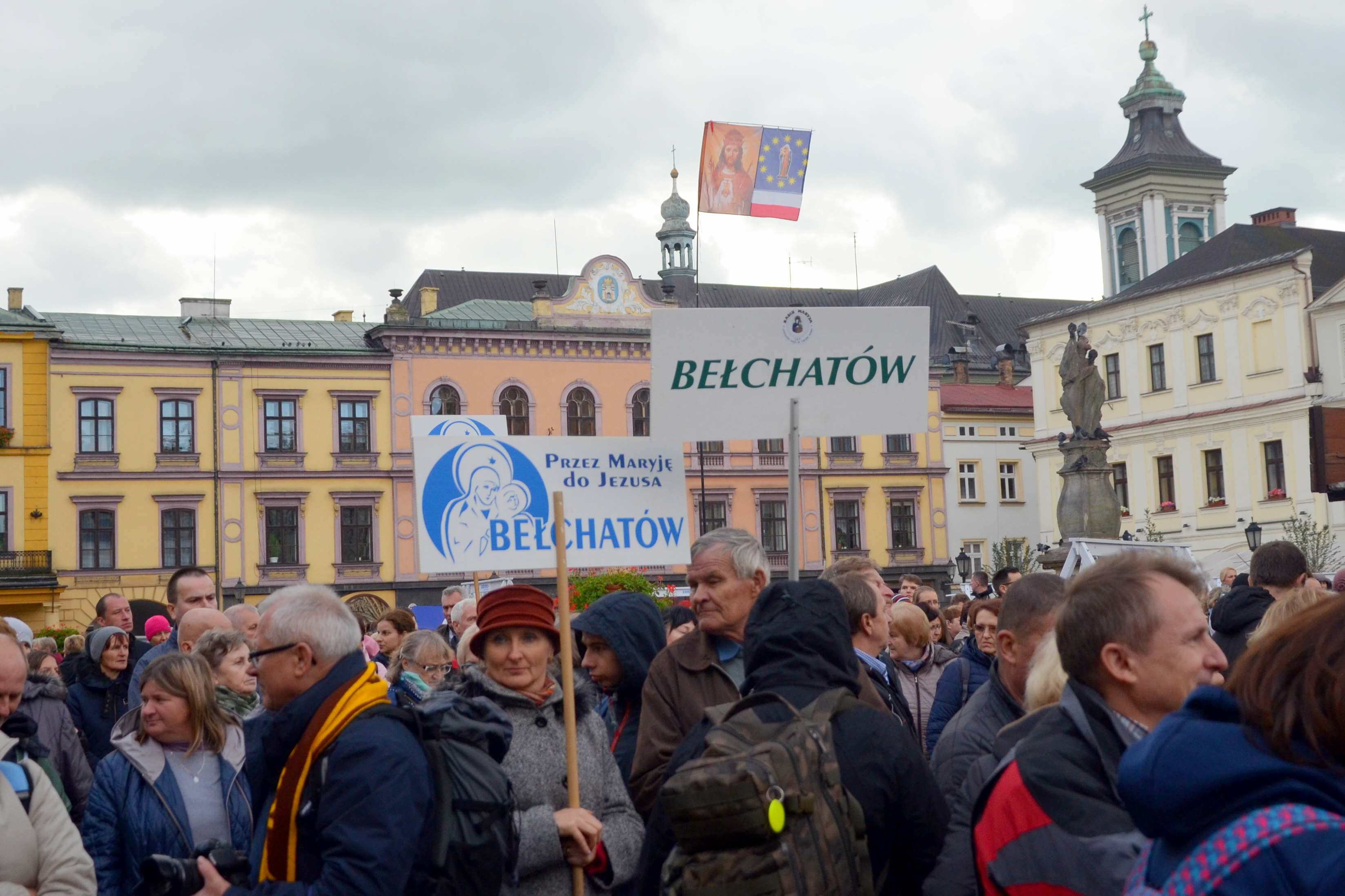
Cieszyn, Polen

- Rio de Janeiro/Brasilien: Carlos Arthur Nuzman, Präsident des Nationalen Olympischen Komitees und des Organisationskomitees für die Olympischen Spiele von 2016, bittet nach Korruptionsvorwürfen, seiner Suspendierung aus dem IOC und Verhaftung um vorübergehende Freistellung von seinen Ämtern.[9]
- Warschau/Polen: Am traditionellen Tag des Rosenkranzfestes versammeln sich im Rahmen der Aktion Rosenkranz an der Grenze über 150.000 polnische Katholiken entlang der Außengrenze des Landes, um für die „Rettung Polens und der Welt“ zu beten.[10]

### Sonntag, 8. Oktober 2017
- Barcelona/Spanien: Mehrere Hunderttausend Menschen, darunter der Literaturnobelpreisträger Mario Vargas Llosa, demonstrieren gegen die Abspaltung Kataloniens von Spanien.[11]
- New Orleans/Vereinigte Staaten: Hurrikan Nate – ein weiterer Wirbelsturm der Atlantischen Hurrikansaison 2017 – trifft auf die Küste der USA, nachdem er vorher bereits einige Staaten in Mittelamerika verwüstet und Menschenleben gefordert hat.

### Montag, 9. Oktober 2017
- Stockholm/Schweden: Der diesjährige Alfred-Nobel-Gedächtnispreis für Wirtschaftswissenschaften geht an den Amerikaner Richard Thaler.

### Dienstag, 10. Oktober 2017
- Nairobi/Kenia: Nach der Annullierung der Präsidentschaftswahl zieht Oppositionsführer Raila Odinga seine Kandidatur zurück, sodass unklar ist, ob die für 26. Oktober 2017 geplante Neuwahl stattfindet.[12]
- Paris/Frankreich: Das französische Parlament beschließt, die Erdöl- und Gasförderung auf seinem Territorium, auch in den Überseegebieten und im Meer, aus Klimaschutzgründen bis 2040 weitgehend zu beenden.[13]

### Mittwoch, 11. Oktober 2017
- Herrischried/Deutschland: Nach dem Ausstieg von RWE im Jahr 2014 gibt auch der als einziger Träger verbliebene Energiekonzern EnBW das Ende seiner Beteiligung an dem seit 2008 geplanten Projekt Pumpspeicherkraftwerk Atdorf bekannt, das somit nicht realisiert wird.[14]

### Donnerstag, 12. Oktober 2017
- Frankfurt am Main/Deutschland: Der Goetheturm wird durch einen Brand vollständig zerstört.[15]
- Paris/Frankreich: Die USA und ihr folgend Israel kündigen an, mit Ende des Jahres 2018 die UNESCO zu verlassen.[16][17][18]
- Berlin/Deutschland: Die Fluggesellschaft Lufthansa kauft für etwa 210 Millionen Euro einen Großteil der insolventen Fluggesellschaft Air Berlin.[19]
- Weltall: Der Asteroid 2012 TC4 zieht mit einer Geschwindigkeit von 7,6 Kilometern pro Sekunde in nur gut 44.000 Kilometer Entfernung an der Erdoberfläche vorbei.

### Freitag, 13. Oktober 2017
- Kirkuk/Irak: Nach der Rückeroberung von Mossul, Tal Afar und al-Hawidscha von der Organisation Islamischer Staat starten die Irakischen Streitkräfte nunmehr einen Angriff auf Kirkuk und dessen Umland, das von kurdischen Einheiten gehalten wird.[20][21]

### Samstag, 14. Oktober 2017

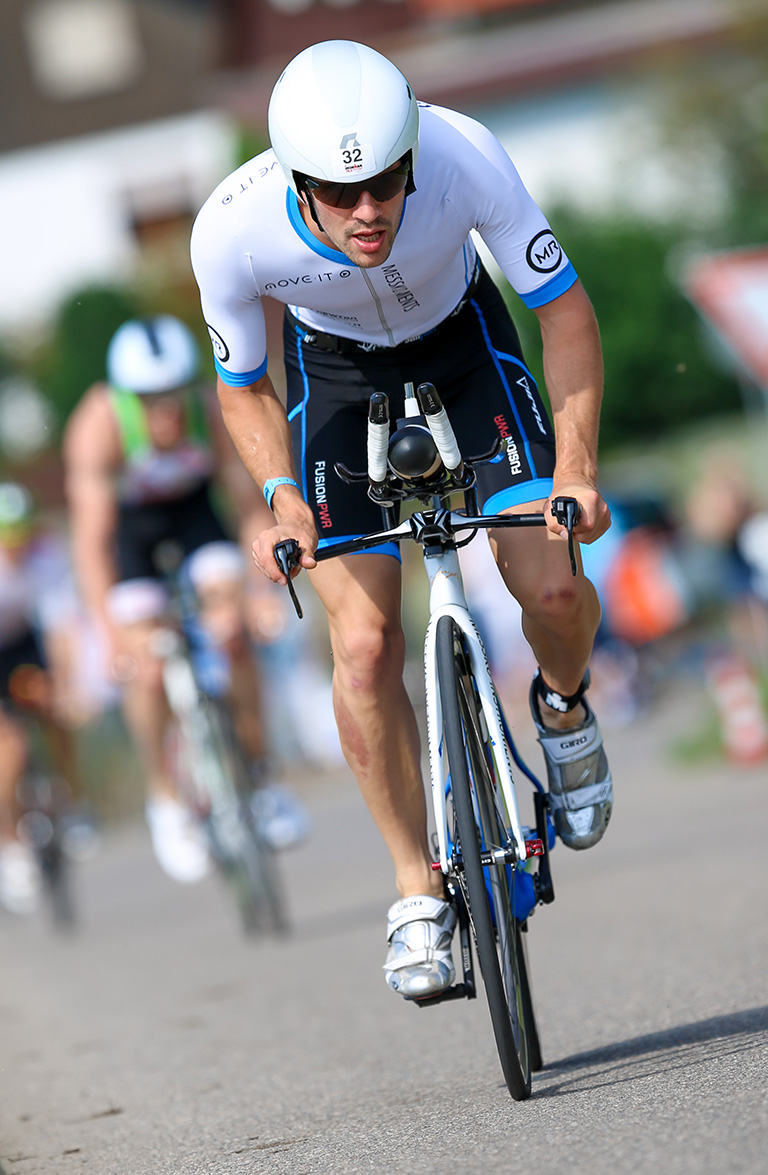
Patrick Lange

- Honolulu/Vereinigte Staaten: Patrick Lange aus Deutschland und Daniela Ryf aus der Schweiz gewinnen im Triathlon-Wettbewerb Ironman Hawaii auf Big Island die Herren- beziehungsweise Damen-Konkurrenz. Für Lange ist es der erste Sieg, für Ryf bereits der dritte in Serie.[22]
- Mogadischu/Somalia: Auf einer Kreuzung in der Hauptstadt detoniert ein mit Sprengstoff beladener Lkw. Mindestens 300 Menschen kommen bei dem Selbstmordattentat ums Leben.[23][24]

### Sonntag, 15. Oktober 2017

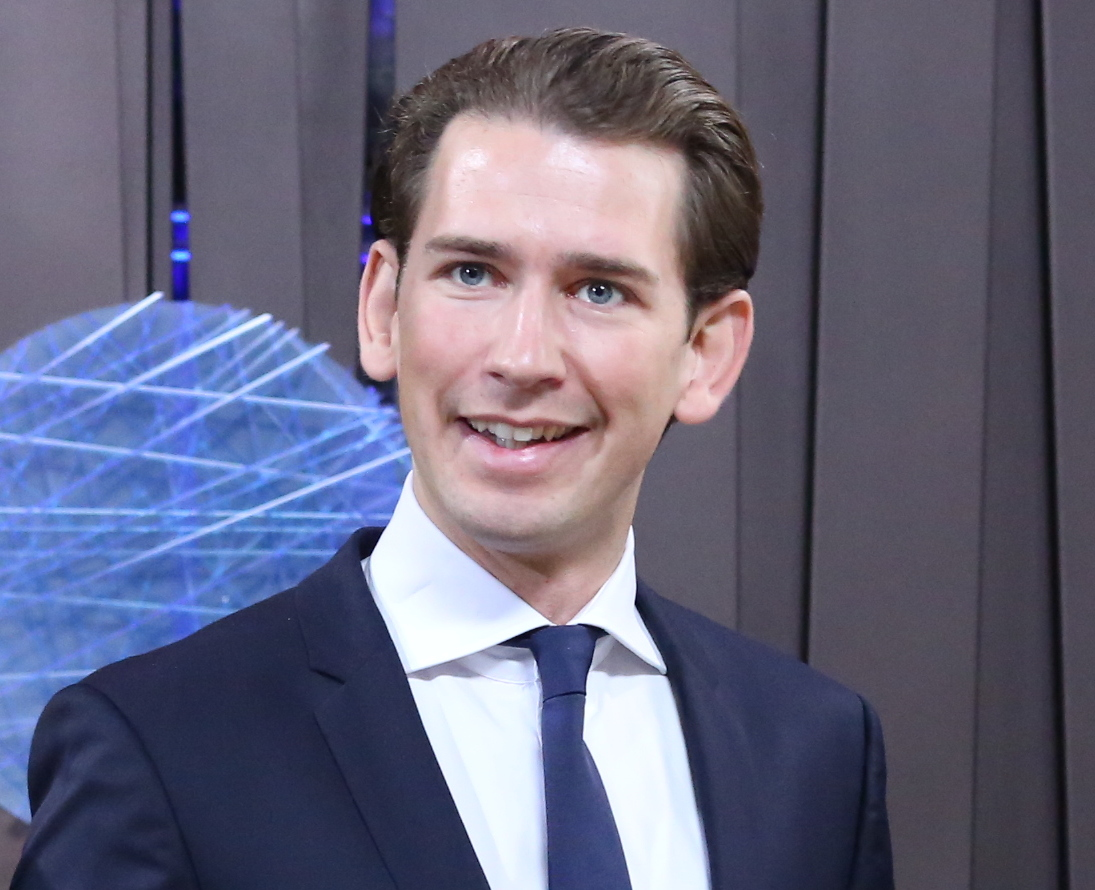
Sebastian Kurz

- Hannover/Deutschland: Die vorgezogene Landtagswahl in Niedersachsen bestätigt das Ende der rot-grünen Koalition unter Ministerpräsident Stephan Weil, dessen SPD mit über 3 % Vorsprung vor der CDU stärkste Kraft wird.[25]
- Skopje/Mazedonien: landesweite Lokalwahlen
- Wien/Österreich: Die vorgezogene Neuwahl des Nationalrats endet mit einem Sieg der Liste Sebastian Kurz (ÖVP). Die zweitplatzierte SPÖ des amtierenden Bundeskanzlers Christian Kern landet in der Wählergunst knapp vor der FPÖ.[26]

### Montag, 16. Oktober 2017
- Washington, D.C./USA: Wissenschaftler geben die Beobachtung des Gravitationswellensignals GW170817 bekannt. Es ist das erste Mal, dass Astronomen sowohl Gravitationswellen als auch elektromagnetische Strahlung vom selben astronomischen Ereignis messen können.[27]
- Die philippinischen IS-Terroristen Isnilon Hapilon und Omare Maute werden bei einem Militäreinsatz mit Geiselbefreiung in Marawi getötet.[28]

### Dienstag, 17. Oktober 2017
- Raqqa/Syrien: Die Stadt Raqqa ist nach der Schlacht um Raqqa vollständig  von der Terrororganisation Islamischer Staat befreit.[29]

### Mittwoch, 18. Oktober 2017
- Dresden/Deutschland: Die Kritik am Abschneiden der CDU Sachsen bei der Wahl zum 19. Deutschen Bundestag im September bewegt Stanislaw Tillich dazu, seinen Rücktritt als Ministerpräsident von Sachsen zugunsten eines jüngeren Parteimitglieds zu verkünden.[30]
- Lissabon/Portugal: Innenministerin Constança Urbano de Sousa erklärt ihren Rücktritt.
- Peking/Volksrepublik China: Der 19. Parteitag der Kommunistischen Partei Chinas wird eröffnet.

### Freitag, 20. Oktober 2017
- Frankfurt (Oder)/Deutschland: Alexander Wöll verkündet seinen Rücktritt als Präsident der Europa-Universität Viadrina zum 1. Januar 2018.[31]
- Wien/Österreich: Der österreichische Bundespräsident Alexander Van der Bellen erteilt dem Bundesparteiobmann der ÖVP, Sebastian Kurz, den Auftrag zur Regierungsbildung.[32]

### Samstag, 21. Oktober 2017

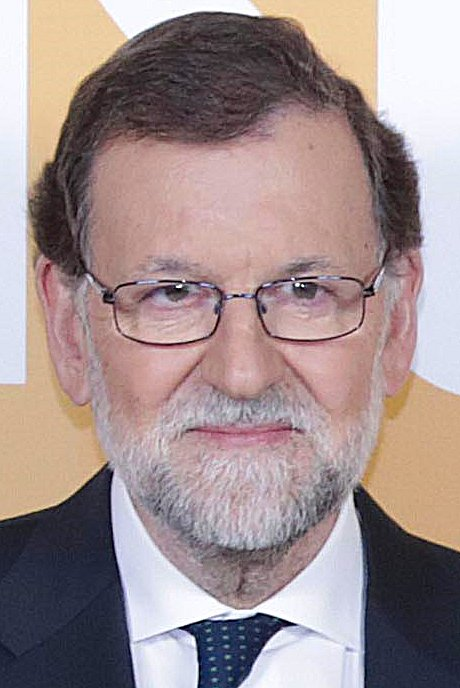
Mariano Rajoy, Ministerpräsident Spaniens

- Madrid/Spanien: 20 Tage nach dem umstrittenen Unabhängigkeitsreferendum in der Autonomen Gemeinschaft Katalonien kündigt der spanische Ministerrat die Absetzung der dortigen Regierung und Neuwahlen zum Parlament von Katalonien an. Die Maßnahmen werden wirksam, wenn der Senat zustimmt.[33]
- Prag/Tschechien: Die Partei Ano mit dem Milliardär Andrej Babiš an der Spitze wird bei der Abgeordnetenhauswahl in Tschechien deutlich stärkste Kraft. Bei der vorhergehenden Wahl lag sie noch an zweiter Position;[34] die tschechische Piratenpartei zieht mit über 10 Prozent erstmals ins Abgeordnetenhaus ein.

### Sonntag, 22. Oktober 2017

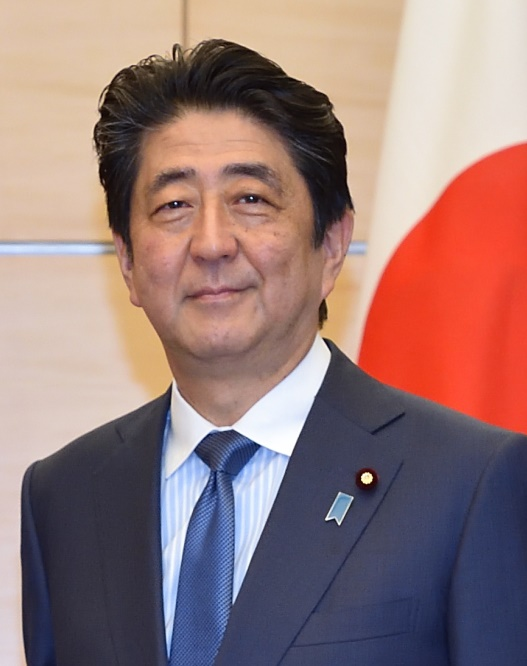
Shinzō Abe

- Buenos Aires/Argentinien: Das Mitte-rechts-Bündnis ist bei den Parlamentswahl in Argentinien erfolgreich. Ex-Präsidentin Cristina Fernández de Kirchner gewinnt Senatssitz[35]
- Ljubljana/Slowenien: Bei der Präsidentschaftswahl in Slowenien 2017 verfehlt der Amtsinhaber Borut Pahor die absolute Mehrheit und muss in eine Stichwahl gegen Herausforderer Marjan Šarec.[36]
- Tokio/Japan: Bei der Shūgiin-Wahl 2017 gewinnt die konservative Liberaldemokratische Partei (LDP) von Regierungschef Shinzō Abe.[37]

### Dienstag, 24. Oktober 2017
- Berlin/Deutschland: Der 19. Deutsche Bundestag konstituiert sich.[38]
- Hannover/Deutschland: Die Punkrock-Band Abstürzende Brieftauben löst sich ein zweites Mal auf. Sie wurde 1983 gegründet und 2013 wiederbelebt.[39]
- Köln/Deutschland: Im Rahmen der 21. Verleihung des Deutschen Comedypreises wird Ottfried Fischer mit dem Ehrenpreis ausgezeichnet.[40]

### Mittwoch, 25. Oktober 2017
- Bad Birnbach/Deutschland: Der autonom fahrende Kleinbus Ligier EZ10 fährt offiziell in Bad Birnbach.

### Donnerstag, 26. Oktober 2017
- Nairobi/Kenia: Die im August abgehaltene Präsidentschaftswahl wird wiederholt. Ursprünglich gewann Staatsoberhaupt Uhuru Kenyatta, der Gerichtshof annullierte die Wahl jedoch. Bei Protesten während der Neuwahl kommt es wieder zu tödlicher Gewalt auf den Straßen.[41]

### Freitag, 27. Oktober 2017

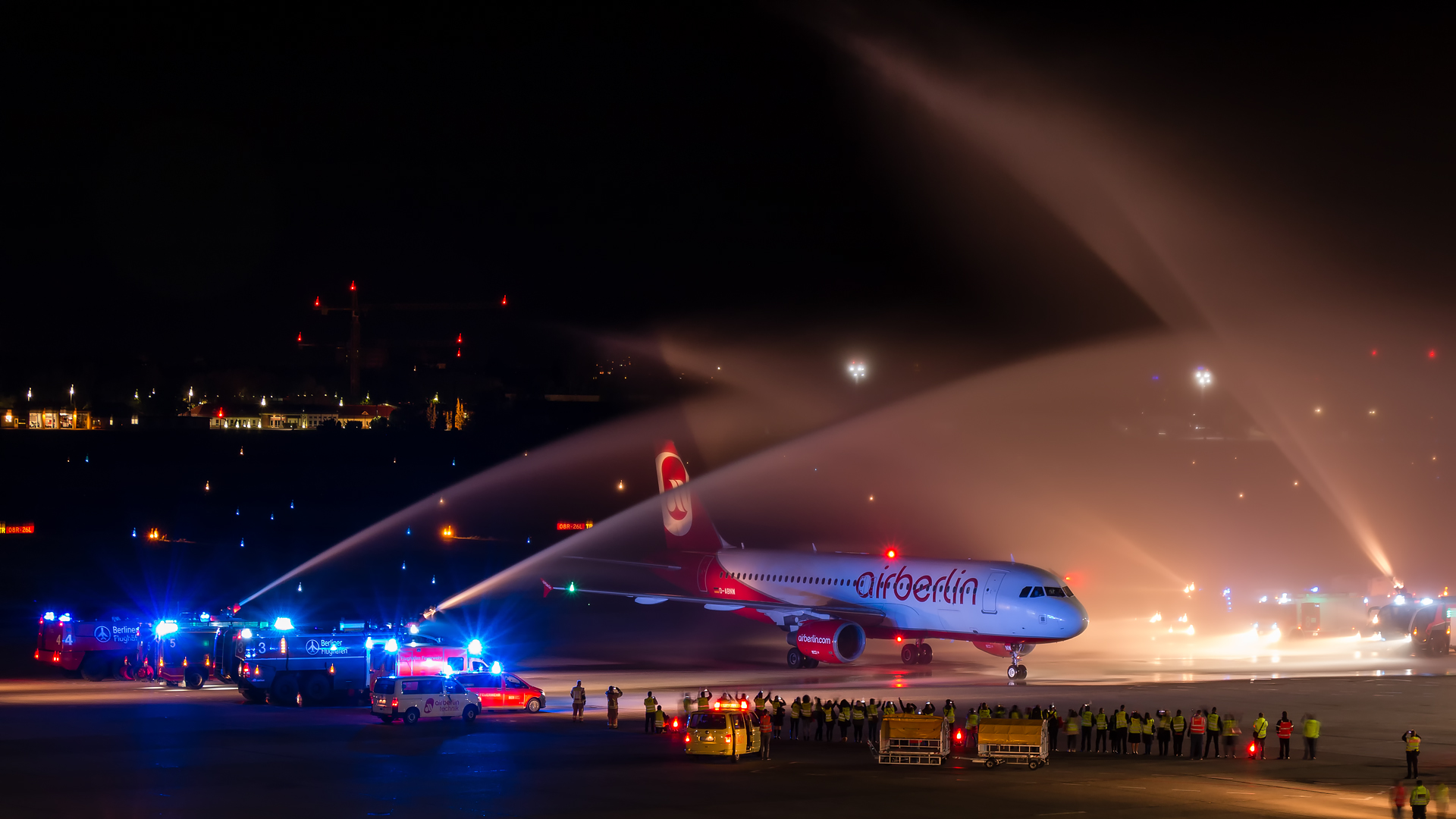
Ankunft des letzten Air-Berlin-Flugs am Berlin Tegel Airport

- Astana/Kasachstan: Die kasachische Regierung beschließt, bis zum Jahr 2025 das kyrillische durch das lateinische Alphabet zu ersetzen.[42]
- Barcelona, Madrid/Spanien: Am Nachmittag stimmen die Abgeordneten des katalanischen Regionalparlaments mit 70 zu 10 Stimmen für die Unabhängigkeit ihrer Region von Spanien. In Madrid erklärt sich der Senat einverstanden mit den vom Kabinett Rajoy beschlossenen Zwangsmaßnahmen gegen Katalonien. Der Ministerrat setzt später am Tag die katalanische Regionalregierung ab und kündigt Neuwahlen zum Regionalparlament im Dezember an.[43][44]
- Berlin/Deutschland: Die Fluggesellschaft Air Berlin beendet ihren Flugbetrieb mit Flug AB6210 von München nach Berlin-Tegel. Die Airline stellte im August dieses Jahres Antrag auf Insolvenz.[45]

### Samstag, 28. Oktober 2017
- Reykjavík/Island: Bei der vorgezogenen Parlamentswahl verlieren die konservativen Parteien der Regierung unter Bjarni Benediktsson (Unabhängigkeitspartei) gemeinsam über 12 % der Stimmenanteile und verfehlen die absolute Mehrheit ebenso wie die Parteien des linken Spektrums.[46]

### Sonntag, 29. Oktober 2017
- Berlin/Deutschland: Sturmtief Herwart richtet Schäden in Mitteleuropa an und fordert neun Todesopfer, davon vier in Deutschland. Der Zugverkehr in Teilen Deutschlands wird vorübergehend eingestellt. Vor Langeoog läuft der Massengutfrachter Glory Amsterdam auf Grund.[47]
- Erbil/Irak: Der Präsident der Autonomen Region Kurdistan Masud Barzani erklärt, sein Amt nach zwölf Jahren zum 31. Oktober niederzulegen. Einen Nachfolger gibt es vorläufig nicht.[48]
- Mexiko-Stadt/Mexiko: Formel-1-Pilot Lewis Hamilton aus dem Vereinigten Königreich belegt im Mercedes F1 W08 den neunten Platz im drittletzten Rennen der Weltmeisterschaft 2017 und ist damit zum vierten Mal Fahrer-Weltmeister der Formel 1.[49]

### Montag, 30. Oktober 2017
- Barcelona, Madrid/Spanien: Die spanische Generalstaatsanwaltschaft hat Anklage gegen den von der Zentralregierung abgesetzten katalanischen Regionalpräsidenten Carles Puigdemont und weitere entmachtete Regierungsmitglieder erhoben. Den Angeklagten wird Rebellion, Auflehnung gegen die Staatsgewalt und Unterschlagung öffentlicher Gelder vorgeworfen. Puigdemont fährt im Pkw nach Brüssel, Belgien.[50]
- Nairobi/Kenia: Die Wahlkommission gibt Amtsinhaber Uhuru Kenyatta, den einzig verbliebenen Kandidaten, als Gewinner der Präsidentschaftswahl vom 26. Oktober bekannt. 98,2 % der Wähler stimmten für ihn.[51]
- Washington, D.C./Vereinigte Staaten: Der frühere Wahlkampfchef von US-Präsident Donald Trump, Paul Manafort, ist unter anderem wegen Verschwörung gegen die Vereinigten Staaten und des Verdachts der Geldwäsche angeklagt worden.[52]

### Dienstag, 31. Oktober 2017

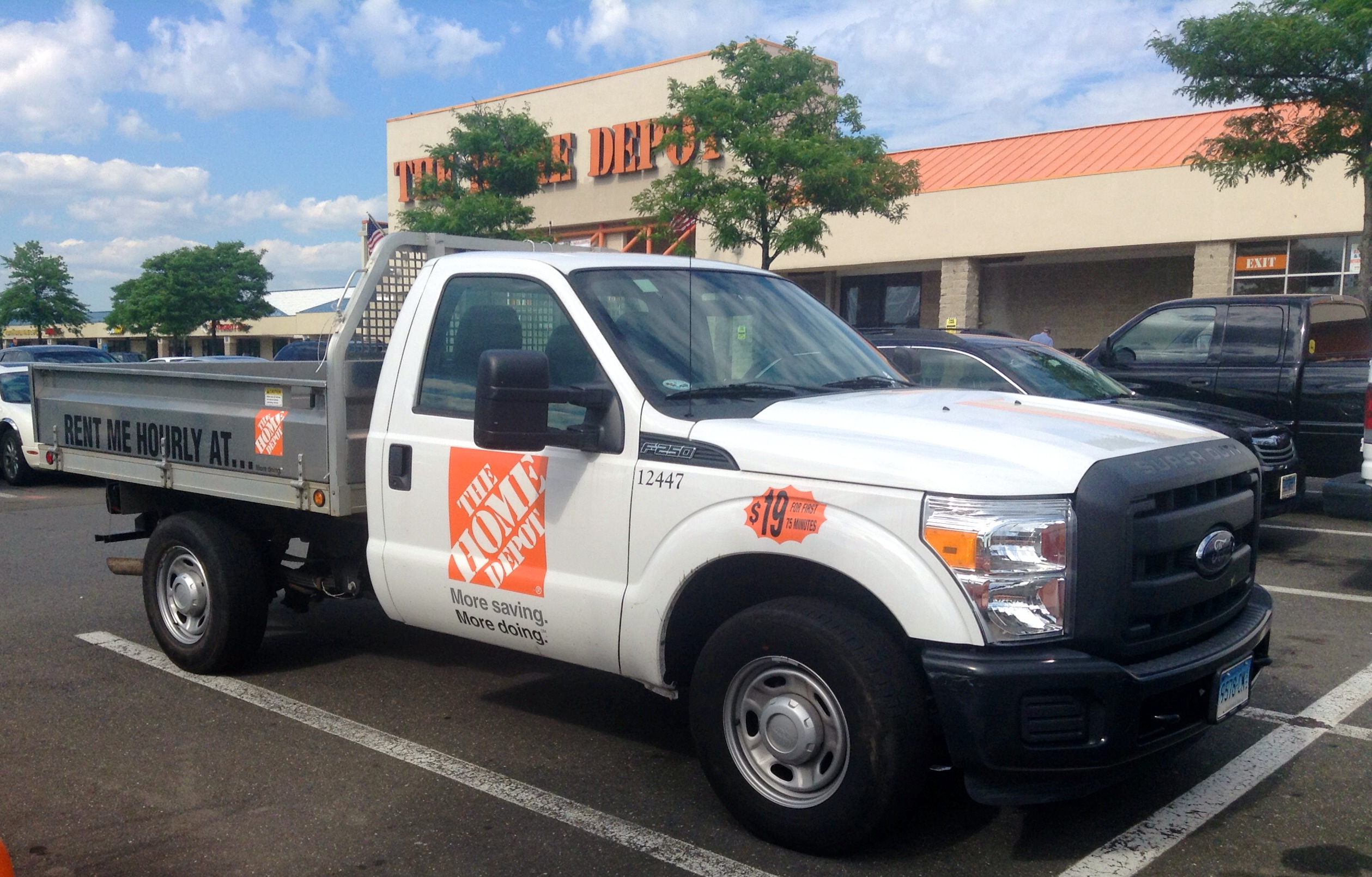
Bei der Attacke in New York wird ein Leihfahrzeug von Home Depot wie dieses eingesetzt

- Berlin/Deutschland: Zum 500-jährigen Jubiläum der kirchlichen Reformation ist der heutige Gedenktag der Reformation in allen deutschen Ländern ein arbeitsfreier Feiertag.[53]
- New York/Vereinigte Staaten: In der Nähe von vier öffentlichen Schulen im Süden Manhattans lenkt ein 29-jähriger Usbeke einen Pritschenwagen auf einen Fußgänger- und Fahrradweg, fährt Menschen an und rammt schließlich einen Schulbus. Mindestens acht Personen sterben durch den Täter, welcher sich auf den Islam beruft. Er wird noch am Ort des Geschehens angeschossen und dann in ein Krankenhaus gebracht.[54]

## Weblinks

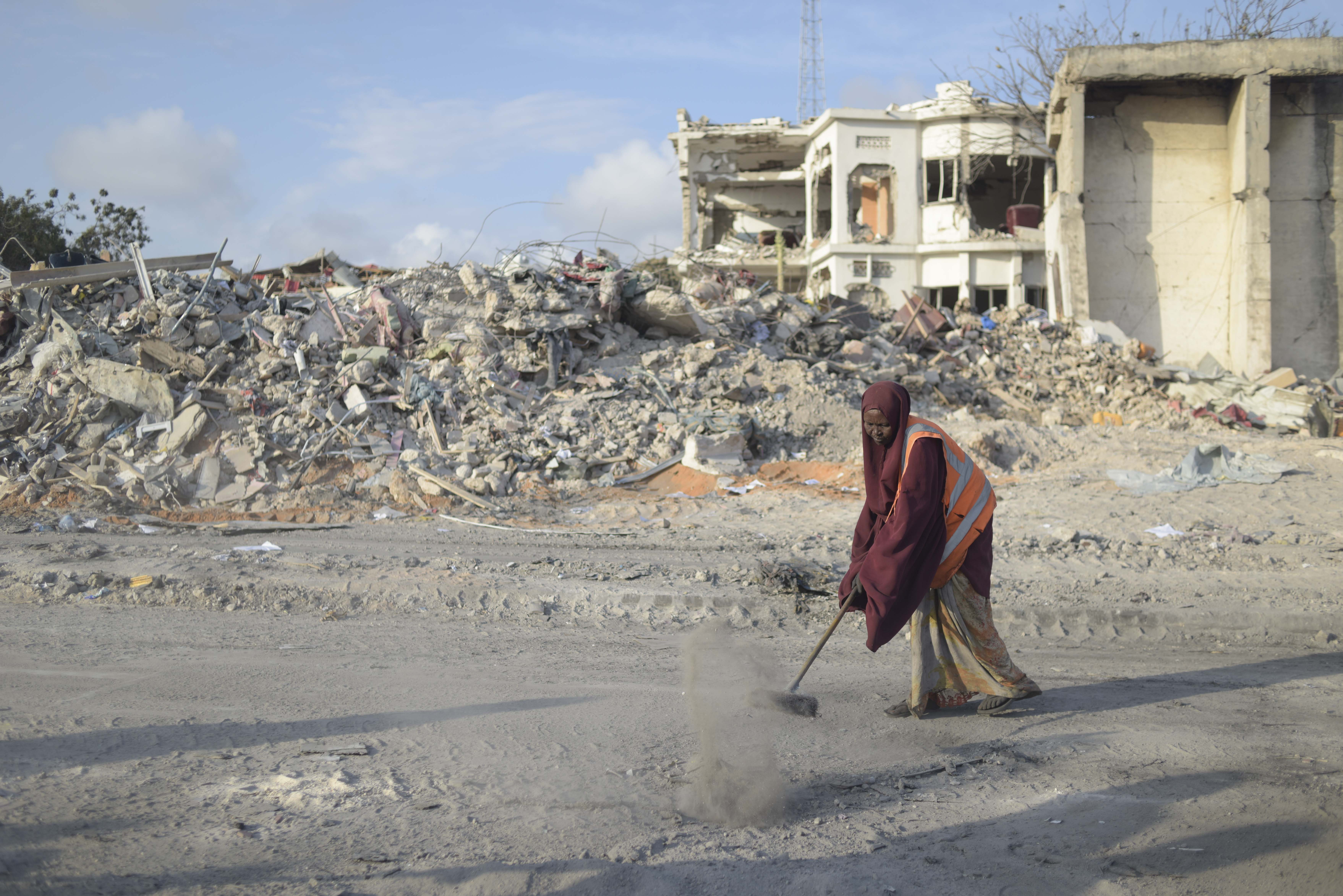
Mogadischu im Oktober 2017